# Limnodea
Limnodea là một chi thực vật có hoa trong họ Hòa thảo (Poaceae).

## Loài
Chi Limnodea gồm các loài: